# Michael Sheetz
Michael Patrick Sheetz (geb. vor 1968) ist ein Zellbiologe an der Columbia University. Er gilt als Pionier der Mechanobiologie und Biomechanik.

## Leben
Sheetz erwarb 1968 einen Bachelor am Albion College und 1972 einen Ph.D. am California Institute of Technology (Caltech). Als Postdoktorand arbeitete er an der University of California, San Diego, bevor er eine erste Professur (1974 Assistant Professor, 1980 Associate Professor) für Physiologie an der University of Connecticut in Farmington, Connecticut erhielt. 1985 ging er als Professor für Zellbiologie und Physiologie an die Washington University in St. Louis, Missouri. Von 1990 bis 2000 war Sheetz Ordinarius („Professor and Chairman“) für Zellbiologie an der Duke University Medical School in Durham, North Carolina. Seit 2000 ist er William R. Kenan, Jr. Professor of Cell Biology an der Columbia University in New York City.

## Wirken
Sheetz konnte wichtige Beiträge zur Aufklärung der Mechanismen leisten, die am gerichteten intrazellulären Transport von Makromolekülen beteiligt sind. Dazu gehört die Funktionsweise von Dynein und Kinesin an Mikrotubuli. Sheetz’ Arbeiten befassen sich auf der einen Seite mit den Mechanismen, mit denen Proteine gemeinsam wie Maschinen wirken, auf der anderen Seite  mit den biologischen Prozessen, an denen diese Protein-Komplexe beteiligt sind, darunter so unterschiedliche Vorgänge wie Befruchtung oder Hirnfunktion. Störungen der Kinesin-Struktur konnten mit Erbkrankheiten wie dem Morbus Charcot-Marie-Tooth assoziiert werden.
Sheetz befasst sich mit den Kräften, die Zellen ausüben können und damit, welche Wirkung äußere Kräfte auf den zellulären Stoffwechsel und das zelluläre Verhalten (zum Beispiel die Zellteilung) haben.

## Auszeichnungen (Auswahl)
- 2004 Van Deenen Medal
- 2012 Wiley Prize in Biomedical Sciences[2]
- 2012 Albert Lasker Award for Basic Medical Research[3]
- 2013 Massry-Preis
- 2014 Keith R. Porter Lecture